# Абациев, Дмитрий Константинович
Дми́трий Константи́нович Абаци́ев (Дзамболат Константинович Абадзиев) (осет. Абациаты Дзамболат, 3 декабря 1857, с. Кадгарон, Терская область, Российская Империя — 4 июня 1936, Белград, Королевство Югославия) — российский военачальник, генерал от кавалерии (1919).

## Биография
Родился в селе Кадгарон в Северной Осетии. Осетин. Православный.
Происхождение — из осетин Терского казачьего войска. Получил домашнее образование. В службу вступил 09.11.1876 г. простым казаком. Был личным ординарцем при генерале Скобелеве (09.11.1876-17.09.1879).

«Это был юноша 22-23-х лет, высокий, стройный брюнет, очень красивый, — прикомандированный к конвою М. Д. Скобелева».— А.В. Верещагин. Дома и на войне. 1853—1881. СПб. 1885.
Участвовал практически во всех сражениях Русско-турецкой войны 1877-78 годов. Отличился при взятии приступом Ловчи, взятии Хирманлы, при атаке Зелёных гор, при блокаде г. Плевны, в боях близ города Бреславец, при взятии в плен армии Осман-паши, в переходе через Балканы в обход Шипки, походе к Адрианополю, к Эски-Загру, Тырново, Самейлы, Чорлу, Чаталдже и, наконец, к городу Сан-Стефано. За боевые отличия он был трижды награждён солдатским Георгиевским крестом. Полным георгиевским кавалером, то есть обладателем всех четырёх Знаков отличия Военного Ордена он не стал только из-за производства в офицеры (и вновь — за боевое отличие).

О его храбрости современники рассказывали легенды. И даже генерал Скобелев, героизм и бесстрашие которого вошли в историю военного искусства России, был восхищён храбростью Дзамболата. Документы тех лет донесли до нас весьма примечательные факты, характеризующие Абациева. Как-то Скобелев под Плевной во время короткого отдыха у себя в палатке, куда собрались обедать все близкие ему офицеры, обратился к своему адъютанту с вопросом: «Скажите, Дзамболат, знаете ли вы, что такое страх?» Он не лукавил. Он был искренен, и об этом свидетельствует В. И. Немирович-Данченко в своей книге «Год войны» (т. 1, с. 277): «Этот Абациев — преинтересная личность. Он злится, например, когда другие уходят из Зеленогорской траншеи по соединительным, что гораздо безопаснее. Сам Абациев такой чести турецким пулям не оказывает и идёт под ними прямиком».— Г. Т. Дзагурова. «Под российскими знамёнами»

А ведь о мужестве и лихости самого Скобелева сложены легенды, что подтверждает, например, лубочная картинка: «Чудесный обед генерала Скобелева под неприятельским огнём»: [s43.radikal.ru/i099/1004/7c/33cf1cd81240.jpg].— Чудесный обед генерала Скобелева под неприятельским огнём
Прапорщик (ст. 25.02.1878). Прошёл ускоренный курс и выдержал экзамен на подтверждение офицерского чина при Виленском пехотном юнкерском училище (1880 г.). Определён подпоручиком (ст. 16.07.1882 г.) в 63-й пехотный Углицкий полк.
Участник кампаний 1879, 1880 и 1881 годов в Средней Азии. За штурм Геок-Тепе (1881), где был тяжело ранен, 28 января 1882 года награждён Золотой шашкой с надписью «За храбрость». Личный адъютант при командире 4-го армейского корпуса (13.05.1881-16.07.1882). Хорунжий (ст. 21.11.1883). Переведён в Собственный Его Императорского Величества Конвой чином корнета (ст. 06.05.1884). Заведующий учебной командой и офицер конвоя 4 года и 3 месяца.
Поручик (ст. 01.01.1885). Подъесаул (ст. 14.05.1896). И. д. адъютанта конвоя 6 месяцев. Командовал сотней 1 год. С 1900 года — мл. офицер лейб-гвардии 3-й Терской казачьей сотни. Есаул (ст. 01.01.1901). Полковник (ст. 06.04.1903 г.). Командир Собственного Его Императорского Величества конвоя (с 19.05.1903). Участник русско-японской войны 1904-05 годов. Состоял в распоряжении генерал-квартирмейстера полевого штаба наместника на Дальнем Востоке (с 22.02.1904 г.). Командир Уссурийского казачьего полка (23.05.1904-09.07.1906). Генерал-майор (ст. 28.03.1906 г.). Прикомандирован к штабу Кавказского ВО (09.07.1906 г.-06.01.1907 г.). Командир 2-й бригады 1-й Кавказской казачьей дивизии (06.01.1907-09.10.1912). Кроме того в период службы на Кавказе он был председателем комиссии по осмотру сменных и льготных эшелонов Кавказских казачьих войск, состоял членом военно-окружного суда. Генерал-лейтенант (ст. 09.10.1912 г.). С 09.10.1912 г. — начальник 2-й Кавказской казачьей дивизии, с которой вступил в первую мировую войну. Всю войну провёл на Кавказском фронте. В 02-04.1915 г. одновременно командовал Эриванским отрядом 6-го Кавказского корпуса. С 14.06.1916 г. — командир 6-го Кавказского корпуса. За взятие ночным штурмом Битлиса награждён орденом Св. Георгия 4-й степени (ВП 10.06.1916 г.).
В составе Кавказской армии он принимает участие в сражениях под Сарыкамышем, и штурме Эрзерума, в Алашкертской, Огнотской и других операциях. 15.09.1917 г. зачислен в резерв чинов Кавказского ВО. В октябре 1917 года недолго командовал Кавказским туземным конным корпусом, развёрнутым из Дикой дивизии. В 1917 году был представлен к чину генерала от кавалерии (но утверждён только 19.06.1919 г. командующим ВСЮР).

«Революция сокрушила его жизнь, нарушила все его планы на будущее. Революцию он не принял, равно как и контрреволюцию.»— Г. Т. Дзагурова
Тем не менее, с конца 1918 года он — в Добровольческой армии. Участвовал в формировании горских частей. С 04.1919 г. в резерве чинов при штабе Главнокомандующего ВСЮР. С июня 1919 года почётный представитель горских народов при Командующем войсками Северного Кавказа. После поражения белых армий эмигрировал в Югославию. Жил в Белграде. Состоял в РОВС. Приказом начальника 4-го отдела РОВС генерала Э. В. Экка 02.04.1930 г. назначен председателем суда совести и чести для генералов (до этого являлся членом суда). Умер в Белграде, где был похоронен на Новом кладбище.
Был женат на дочери действительного тайного советника Елизавете Эдуардовне Фукс (1872-16.05.1964, Лондон), имел трёх дочерей.
Родной брат Д. К. Абациева — Константин Константинович Абациев, штабс-ротмистр Дагестанского конного полка, 15 января 1917 года также стал Георгиевским кавалером.

## Награды
Российской Империи:
- орден Святой Анны 4-й ст. (1880 г.)
- орден Святого Станислава 3-й ст. (1881)
- орден Святой Анны 3-й ст. с мечами и бантом (1882 г.)
- орден Святого Владимира 4-й ст. с мечами и бантом (1882 г.)
- Золотое (Георгиевское) оружие (Золотая шашка) (1882 г.)
- орден Святого Станислава 2-й ст. (1894)
- орден Святой Анны 2-й ст. (1902 г.)
- орден Святого Владимира 3-й ст. с мечами (ВП 18.11.1904 г.)[12].
- Мечи к ордену Святой Анны 2-й степени (1906 г.)
- орден Святого Станислава 1-й степени (1909 г.)
- орден Святой Анны 1-й степени (1912 г.)
- Орден Святого Георгия 4-й степени (ВП 10.06.1916 г.)

Описание подвига Георгиевского кавалера:
10 июня 1916 года "георгия" получил самый известный полководец из осетин, начальник 2-й Кавказской казачьей дивизии генерал-лейтенант Дмитрий Абациев. За то, что состоя начальником отряда, действующего против города Битлис, взял со вверенными ему войсками 28 января г. Коп, а 29 января овладел штурмом Копскими воротами и затем Лиром, вслед за этим развивая успех и преследую отступавшего на Битлис противника, несмотря на крайне тяжёлые условия, пробился к Битлису и в ночь на 19 февраля начал штурм позиций этого города, и, несмотря на превосходящие силы неприятеля, его отчаянное сопротивление на артиллерийских позициях и даже на улицах, неоднократно подвергая свою жизнь опасности, одержал полную победу, занял Битлис, захватив при этом всю турецкую артиллерию - 20 орудий, командира полка, 40 офицеров, 900 нижних чинов, знамя, артиллерийский склад, 5000 винтовок и много запасов продовольствия.
Иностранных государств: около 40 наград в том числе
- Румынский железный крест (1896);
- Персидский Орден Льва и Солнца 1-й степени (1896);
- Бухарский Орден Бухарской Звезды 2-й степени (1896);
- Орден Звезды Румынии
- Болгарский Орден «Святой Александр» 3-й степени (1896);
- Прусский Орден Красного орла 4-й степени (1897);
- Сиамский Орден Короны 3-й степени (1897);
- Французский Орден Почётного Легиона кавалерский крест (1902);
- Греческий Орден Спасителя 4-й степени (1902);
- Болгарский Орден «За храбрость» 4-й степени (1903);

## Изображения
- [s53.radikal.ru/i141/1004/a8/98849179d2d8.jpg Комбинация из двух фото]
- [s58.radikal.ru/i161/1004/f2/6f3092acdb6b.jpg Помощник командира Конвоя ЕИВ полковник Д. К. Абациев. 1903 г. (Из книги Н. В. Галушкина: Собственный Его Императорского Величества Конвой. М. 2004.)]
- Могила Д. К. Абациева на Новом кладбище в Белграде

## Интересные факты
Упоминался во многих книгах знакомых с ним людей:
- В. И. Немирович-Данченко «Год войны». Здесь Абациев упоминается в качестве урядника-ординарца при генерале Скобелеве.
- В. А. Гиляровский «Шипка прежде и теперь». Упоминается как есаул, в Конвое Его Величества. Кроме того, приводится рассказ Абациева об одном из эпизодов Русско-турецкой войны 1877—1878 гг.
- Ф. И. Елисеев упоминает об Абациеве, как о крупном казачьем генерале.
- А. Л. Толстая вспоминает о генерале Абациеве в своих мемуарах, отзываясь о нём, как о чрезвычайно храбром военном и внимательном к чужой нужде человеке.
- П. Н. Шатилов в своих записках рассказывал о Битлисской операции. Он отзывался очень уважительно о своём командире — Д. Абациеве.
- Участвовал в пяти войнах: Русско-турецкой, экспедициях в Среднюю Азию, Русско-японской, Первой мировой, Гражданской.